# Procuraduría General de la República de Honduras
La Procuraduría General de la República, ostenta la representación legal del Estado de Honduras, es en otras palabras el abogado del Estado. Sus funciones  son autónomas, salvo en los casos que, conforme a la Ley, debe atender instrucciones especiales.
La responsabilidad es grande, pero vamos a realizar un trabajo en beneficio del pueblo Hondureño, asumiendo la representación legal del Estado en todos los asuntos de su interés, sea como demandante o demandado.
Es así como la primera línea de Defensa del Estado la constituyen el Funcionario Público en el cumplimiento de sus desempeño, atendiendo las atribuciones que a cada uno corresponde, conforme a lo que establece la Constitución de la República.

## Historia
Antes de su creación mediante la Constitución Política de 1957, la función atinente a la representación legal de la Hacienda Pública, estaba encomendada al Fiscal General de Hacienda, cuya figura se contemplaba en el artículo 167 de la Constitución de la República de 1936. Dicha figura ejecutaba las obligaciones producto de las acciones fiscalizadoras del Tribunal Superior de Cuentas, y también se reguló a través de la correspondiente ley especial.
La Procuraduría General de la República de Honduras es creada en la Constitución Política de 1957, en los artículos 228 al 221, que establecen su función de representante de los intereses del Estado de Honduras. Los lineamientos generales contenidos en dichas máximas constitucionales, constituyen los parámetros bajo los cuales fue desarrollada la respectiva Ley Orgánica, que entró en vigencia el 5 de abril de 1961.
En la Constitución de 1957 se regulan las figuras de procurador general y de subprocurador, los requisitos que deben reunir los ciudadanos para poder ser nombrados en tales cargos, la duración en el desempeño de los mismos y otros aspectos; asimismo, trazaba la relación que debe existir entre los órganos auditores del Estado con la Procuraduría General de la República, dotando a esta última de la facultad de ejecutar las resoluciones contentivas de responsabilidad civil emitidas por la entonces Contraloría General de la República.
El 11 de marzo de 1961, el Congreso Nacional aprueba el texto de la Ley Orgánica de la Procuraduría General de la República, que fue publicada en el Diario Oficial “La Gaceta” número 17,343 del 5 de abril del mismo año. Y es a partir de tal fecha que inicia sus actividades esta institución que ostenta la personería jurídica del Estado de Honduras y cuyas atribuciones y aspectos generales fueron reiterados en la Constitución del 11 de enero de 1982, a partir de su artículo 228.
Actualmente, se encuentra en el Congreso Nacional  pendiente de aprobación, el proyecto de nueva ley orgánica de la Procuraduría General de la República, para adaptar sus funciones a los tiempos presentes, incluyendo un régimen especial de carrera para los servidores de la institución.